# Kerti hortenzia
A kerti hortenzia (Hydrangea macrophylla) a somvirágúak (Cornales) rendjébe tartozó hortenzia (Hydrangea) nemzetség legismertebb faja, tömérdek kertészeti változattal.
Az 1800-as években Japánból került Európába. Japánban akkor már évszázadok óta a kertek kedvelt növénye volt. Nyugat-Európa több országában is termeszteni kezdték, és mára rengeteg, különféle virágú és (a cserepes virágtól a bokorig) változatos növekedésű változatát nemesítették ki.

## Tulajdonságai
Egy–másfél méter magasra növő, lombhullató cserje. Sok kis virága félgömb alakú virágzattá áll össze; ebben gyakran vannak meddő virágok is, megnagyobbodott, sziromszerű csészelevelekkel – a kertészeti, bujtatva vagy dugványról szaporított változatok gyakran csak meddő virágokat hoznak.

### Fajtái
Labdaszerű virágzata lehet teljesen fehér, krémszínű sárga, vagy a piros és a kék bármilyen átmeneti árnyalata – ez a fajtán kívül a kalcium- és nitrogén-ellátástól is függ. Ugyanazt a növényt a művelés módjának és virágzás időzítésének más-más megválasztásával kerti vagy szobai változattá is nevelhetjük. A májusi első áldozásra nevelt fehér virágúakat már decembertől hajtatják, a kertben tartott példányok viszont többnyire csak augusztustól nyílnak. Van különösen nagy, fehér virágú őszi fajtája is, amely még később kezd virágozni, de egészen a fagyokig. Egyes, napos helyen tartott, kék virágú fajták lombjai ősszel vörösbarnára színeződnek, még dekoratívabbá téve a bokrot.
Az utóbbi években kapható, ún. Teller-hibridek virágzata eltér a hagyományos fajtákétól: egy külső, terméketlen virágokból álló kék koszorúból és azon belül pedig apró, termékeny virágok sokaságából áll. Ezek a fajták 2 méter magasra is megnőhetnek.

## Termesztése

### Talaj
A tápdús, jó vízvezető, de nem túl száraz, kissé savanyú talajt kedveli. Meszes talajon a kék fajták virága lila vagy akár rózsaszín lesz, de vannak kimondottan liláspiros fajták is. A káliumtól kékebb lesz a virág (például ha timsóoldatot teszünk az öntözővízbe). A fehér fajták színe nem függ az ásványi sóktól.

### Fény
A hortenziabokrot a szabadban a legjobb félárnyékos helyre ültetni, hogy a virágokat nyáron ne érje közvetlen napsugárzás, mert az erős fényben a virágok összezsugorodhatnak (ez rendszeres permetezéssel csökkenthető). A virágzat másnap reggelre még többszöri zsugorodás után is díszlik, de előbb-utóbb elfonnyad.

### Hő
A fiatal növényeket fagymentes helyen kell teleltetni; később a nem túl kemény fagyokat már elviselik. Alacsony töveket célszerű télire betakarni; kemény fagyok ellen a magasabb bokrokat gyékénnyel vagy régi zsákokkal védik.

### Szaporítás
A hortenziát kétféle módon szaporítják. Ha hely van hozzá, bujtathatjuk a bokor alsó vesszőit, de gyakoribb a hajtásdugványozás.

## Alfajok, változatok
Alfajai, természetes változatai:
- Hydrangea macrophylla ssp. macrophylla (törzsváltozat),
- Hydrangea macrophylla var. oamacha,
- Hydrangea macrophylla ssp. serrata (Thunb.) Makino (1929),
- Hydrangea macrophylla subsp. yesoensis,
- H. macrophylla f. prolifera.

Kertészeti változatok:
- Piros virágú:
  - 'Alpengluehen'
  - 'Bouguet Rose'
  - 'Chaperon Rouge' (kárminpiros)
  - 'Glowing Embers'
  - 'Leuchtfeuer'
  - 'Maman' (nagy)
  - 'Rotschamz'
  - 'Sanguinea' (bíbor levél, vérvörös virág)
  - 'Sybilla' (élénkpiros)
  - 'Vorster Fruhrot'
- Fehér:
  - 'Hanabi' (hosszú)
  - 'Libelle Snow' (tányér alakú)
  - 'Mme Mouillere'
  - 'Soeur Therese'
- Rózsaszín:
  - 'Ayesha'
  - 'Blaaw's Runner'
  - 'Cassiope' (telt)
  - 'Freudenstein'
  - 'Izu'
  - 'Izu no Hana' (a külső virágkör egysoros)
  - 'Nigra' (sötét szárral)
  - 'Red Baron' (gömb alakú)
  - 'Rosita'
- Piros-fehér-rózsaszín:
  - 'Tricolor'
  - 'Bemiyama' (tányér alakú)
- Kék:
  - 'Adria' (gömb)
  - 'Europa Bleu'
  - 'Hornly' (kis termetű cserje)
  - 'Kunhert Blue' (dús)
  - 'Mathilde Gutges' (sötétkék gömb)
  - 'Renate Steniger'

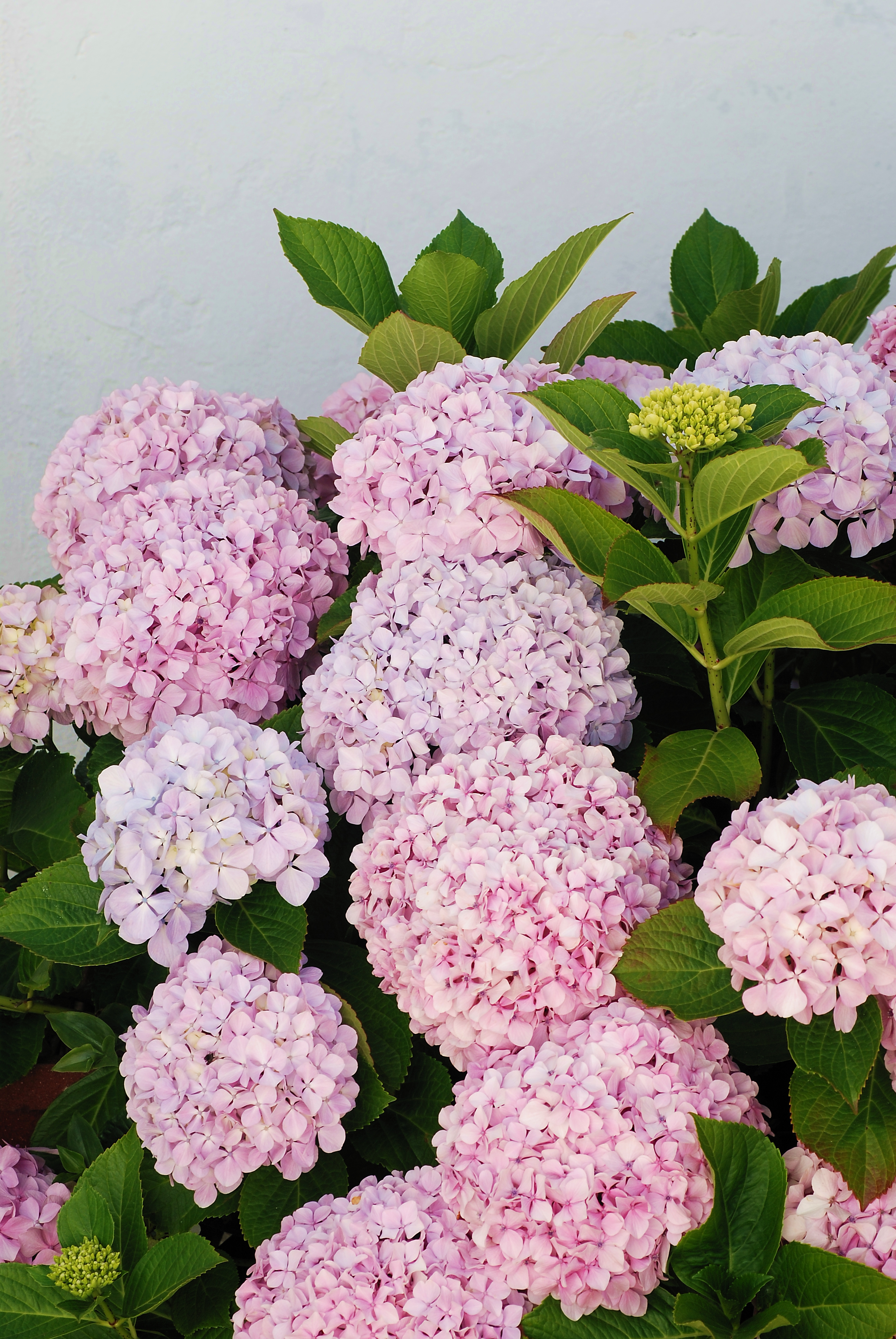
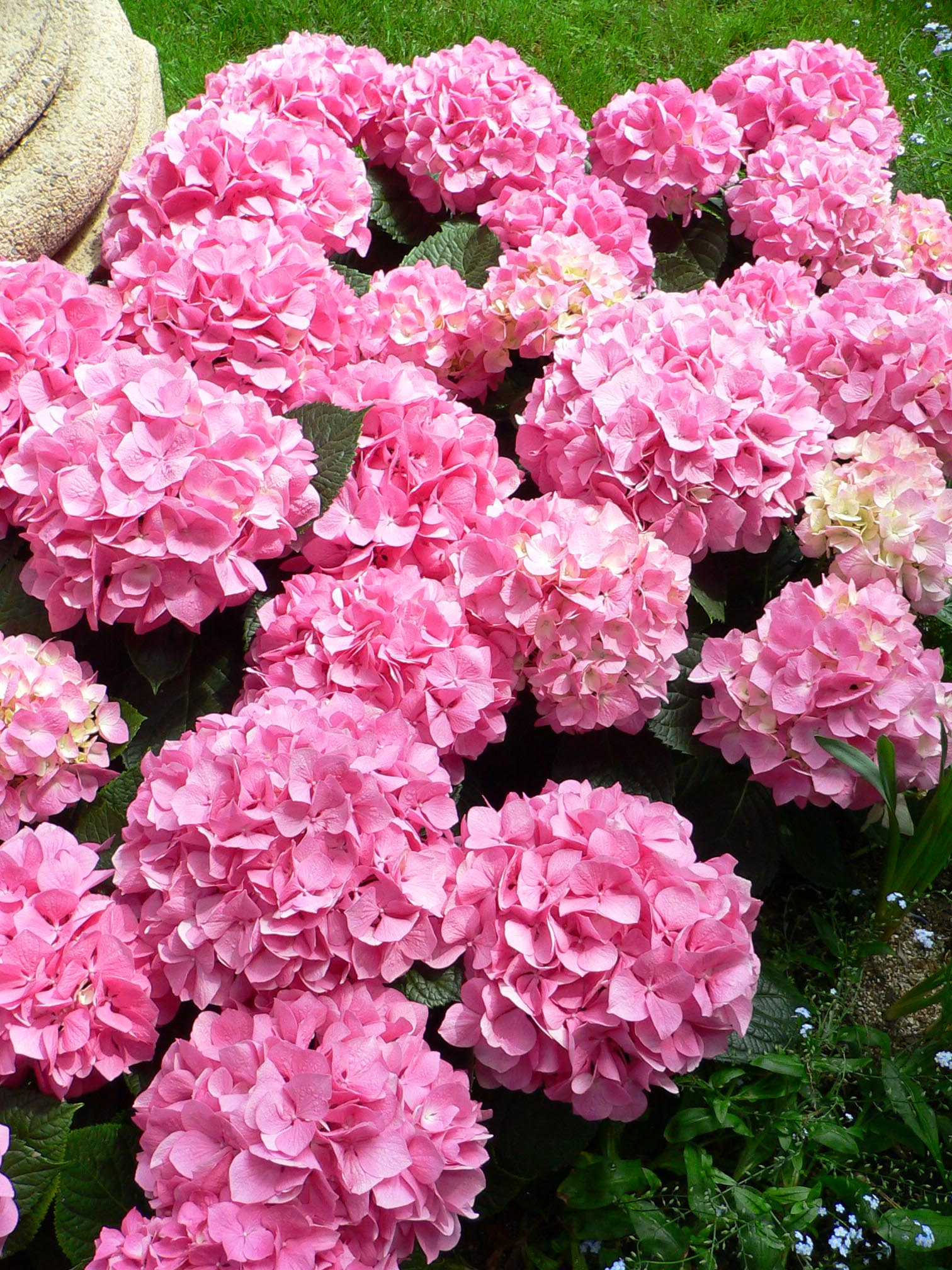
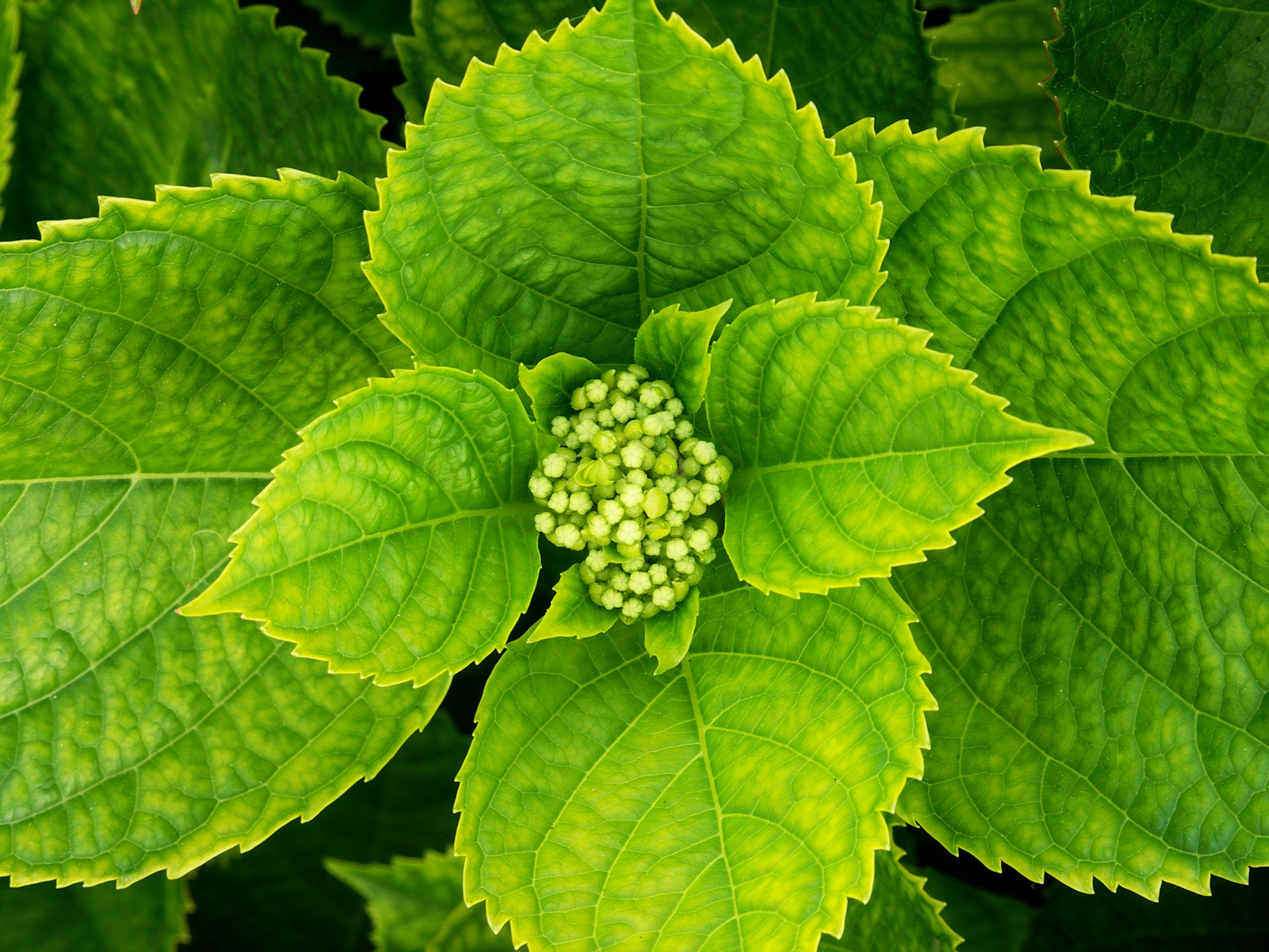
Bud and leaves
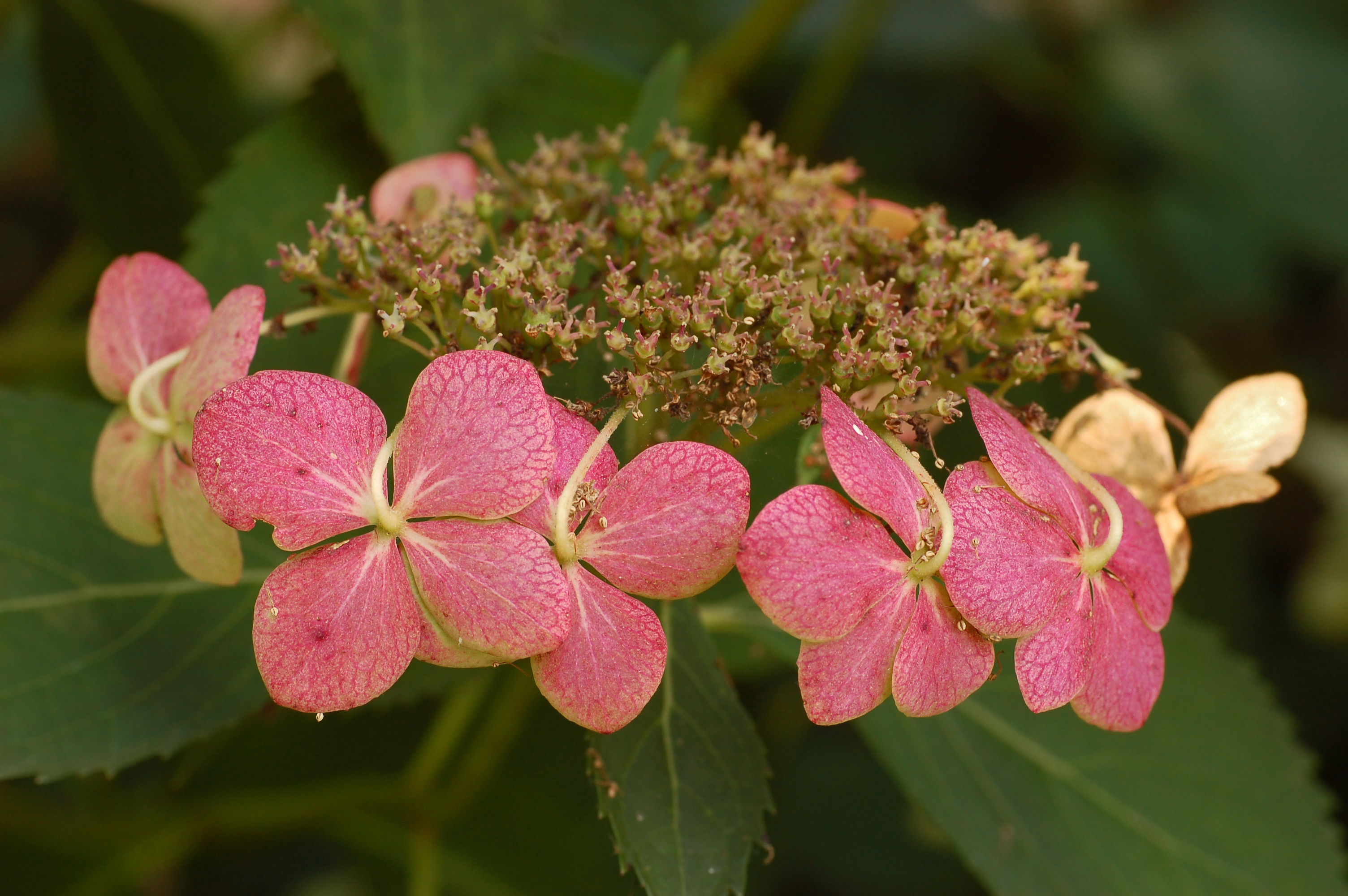
H. m. 'Tokyo Delight' Pink summertime flowers
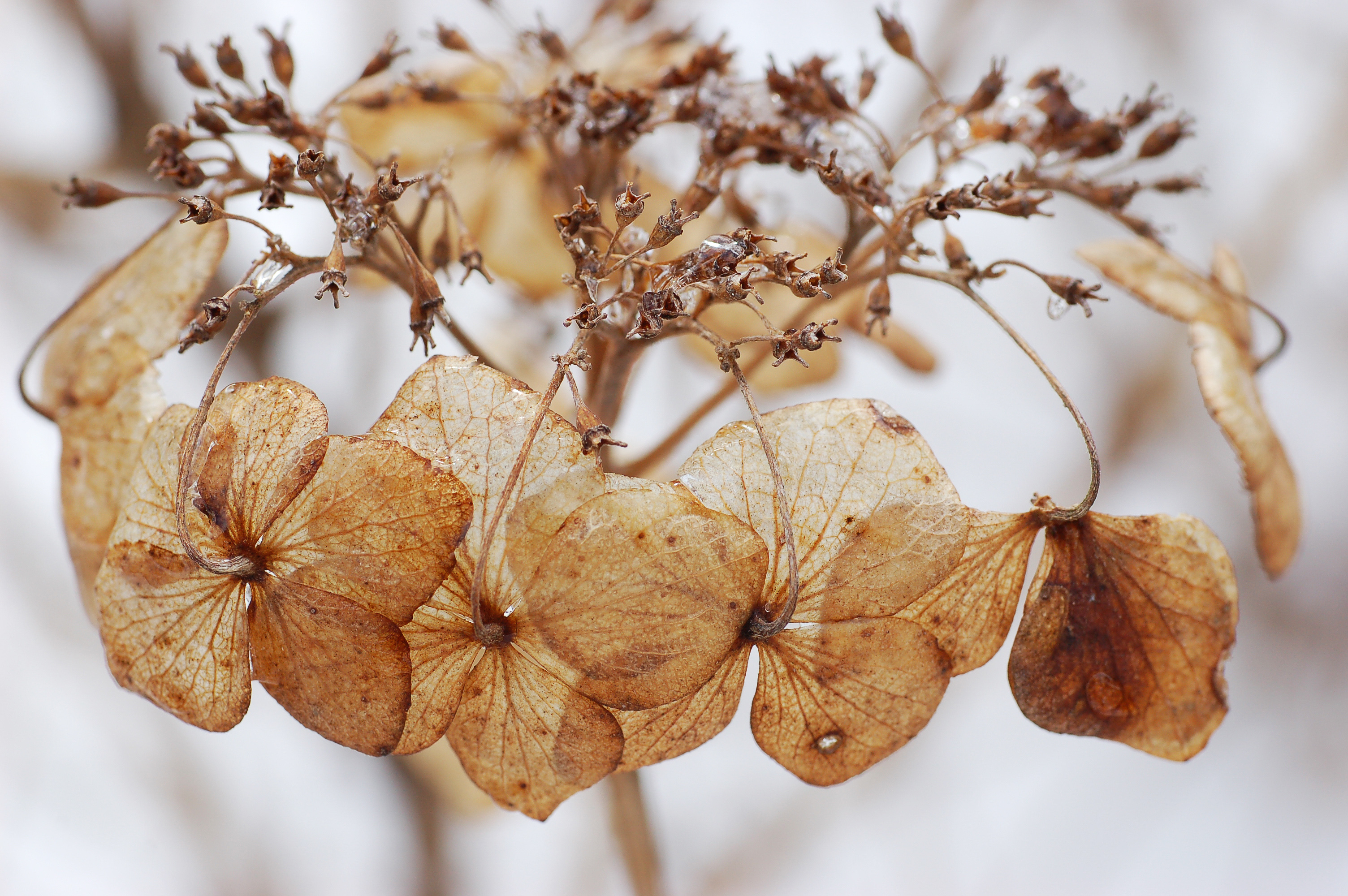
H. m. 'Tokyo Delight' The dried flower heads last well into late winter
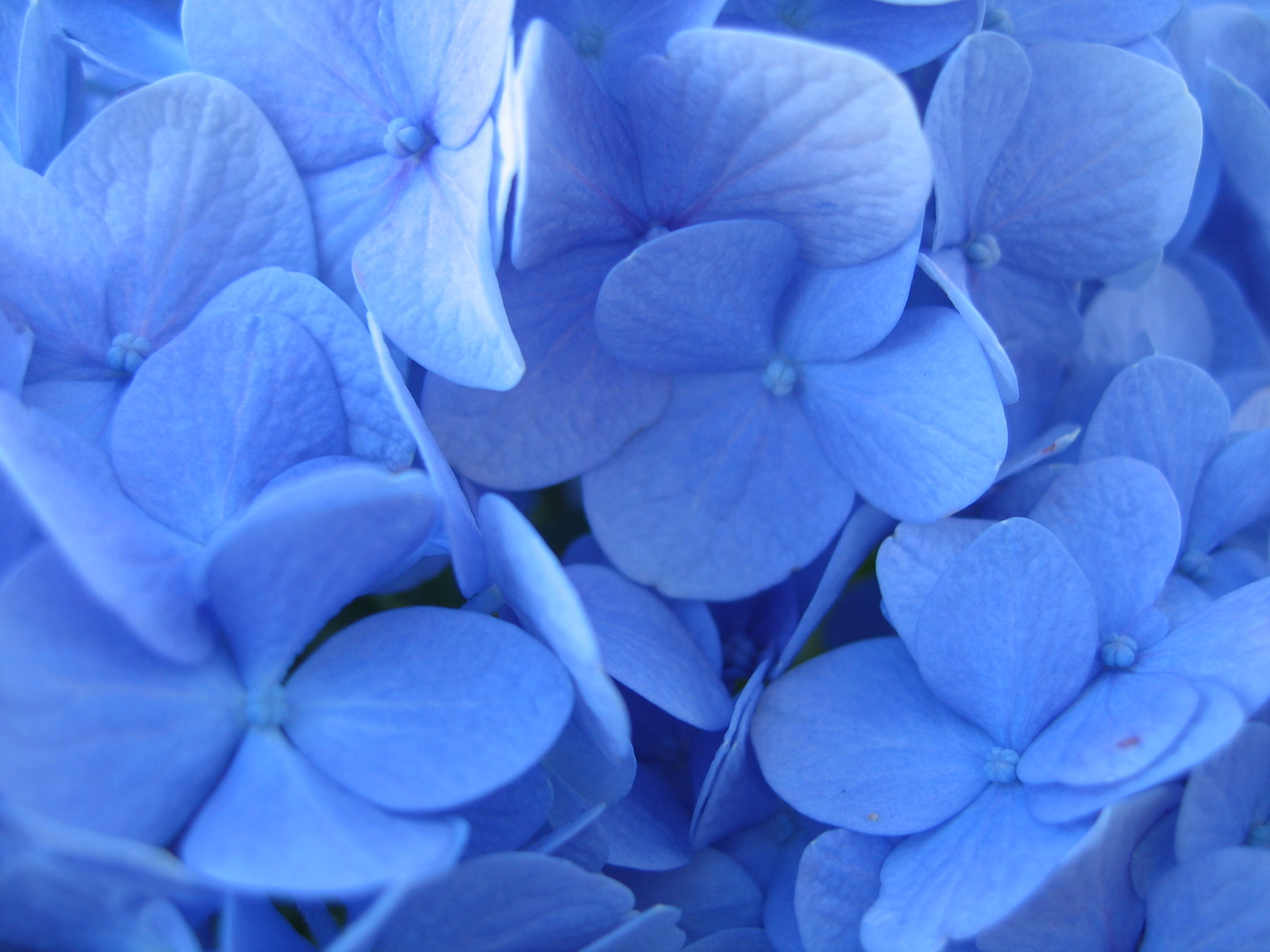
H. m. 'Nikko Blue' petals exhibiting the 'blueing' effects of aluminum sulfate solution

## Felhasználása
A teljesen kinyílt virágfejeket októbertől vázában, eleinte kis vízzel, majd anélkül szárazvirággá érlelhetjük. Őszi színüket így sokáig megtartják, de még ha meg is kopik, a viráglabda néha évekig dekoratív marad. A Teller-hibridek tányérvirágzata szárazvirágnak nem alkalmas.